# 维拉·吉德罗伊茨
维拉·吉德罗伊茨（俄語：Ве́ра Игна́тьевна Гедро́йц，1870年4月19日—1932年3月）是俄羅斯帝國和蘇聯的一位医学女博士和作家。她是俄國第一位女军医以及第一位女外科教授，也是俄羅斯帝國皇宫內第一位女性醫生。
日俄戰爭期間，吉德罗伊茨作為隨隊軍醫在前線救治傷員。在第一次世界大戰前，维拉·吉德罗伊茨是俄羅斯帝國的宮廷醫生。1921年，她被聘为博戈莫列茨國立醫科大學的小儿外科教师，两年内升為医学教授。1930年，吉德罗伊茨受到大清洗影響而被免职，其退休金也被剝奪。之後吉德罗伊茨将精力转向撰寫自传体小说。1932年，吉德罗伊茨因子宫癌去世。